# Wurfkreis
Der Begriff Wurfkreis wird bei verschiedenen Sportarten verwendet.

## Handball
Beim Handball wird er umgangssprachlich als Synonym für den Torraum benutzt.

## Pétanque

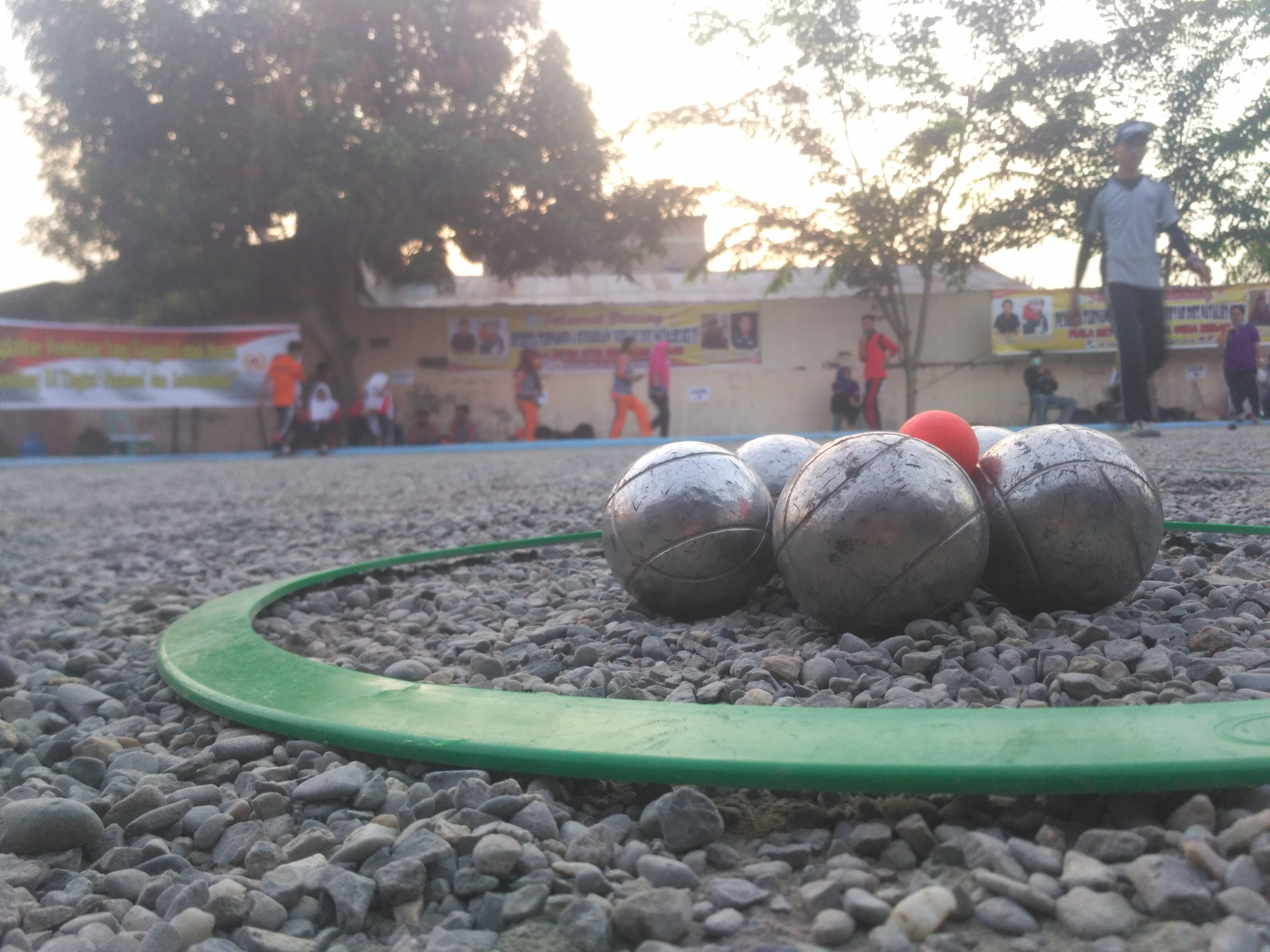
Pétanque-Kugeln, Zielkugel und Wurlfkreis

Auch bei der Boule-Spiel-Variante Pétanque gibt es einen Wurfkreis. Er wurde gleichzeitig mit dem Pétanque-Spiel erfunden (vgl. Geschichte des Pétanque).
Ein auf dem Boden gezogener Wurfkreis muss nach den offiziellen Regeln einen Durchmesser zwischen 35 und 50 cm haben. Seit 2007 sind auch Wurfkreise aus Vollmaterial zulässig, die einen Durchmesser von 50 cm haben müssen. Offiziell gilt folgendes "Die Füße müssen sich im Innern des Wurfkreises befinden und dürfen nicht über ihn hinausreichen. Sie dürfen ihn weder verlassen, noch dürfen sie angehoben werden, bis die geworfene Kugel den Boden berührt hat. Auch andere Körperteile dürfen den Boden außerhalb des Wurfkreises nicht berühren.
Ausnahmen sind lediglich bei Behinderten gestattet.
Behinderte Spieler im Rollstuhl müssen darauf achten, dass mindestens das Rad auf ihrer Wurfarmseite den Boden im Innenbereich des Wurfkreises berührt." Der Innenbereich des Kreises darf für eine Aufnahme gereinigt werden, muss danach aber wieder in den ursprünglichen Zustand gebracht werden.
Ab der zweiten Aufnahme wird der Wurfkreis um den Punkt gezeichnet oder gelegt, an dem die Zielkugel am Ende der vorherigen Aufnahme lag.